# Hammerbeam-кровля

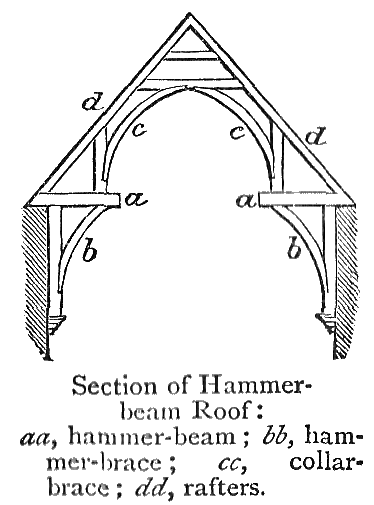
aa — «молотковые» балки;
bb, сс — подкосы;
dd — стропила.
Илл. Chambers 1908

Hammerbeam-кровля (дословно — «молотковые балки») — тип открытой стропильной конструкции кровли в английской готической архитектуре, который называют «наиболее впечатляющим достижением плотницкого искусства средневековой Англии». Традиционная конструкция является деревянной фермой, которая покоится на выступающих из стены деревянных балках, которые по форме и называются «молотковыми». Также встречаются и ложные «молотковые» кровли, построенные с декоративными целями.

## Конструкция
Конструкция возникла из необходимости перекрывать большие пролёты, ширина которых сильно превышает длину имеющегося бревна для затяжки в обычной треугольной стропильной ферме. Вместо такой затяжки из стены выпускают «молотковые» балки с выгнутыми подкосами, на которые через вертикальные стойки опираются стропила, связанные высокой затяжкой. Таким образом, ферма получается нежёсткой и создаёт усилие бокового распора на стены. Встречаются и конструкции с двойным набором «молотковых» балок.
Фермы украшаются резьбой, в церквях часто встречаются фигуры летящих ангелов со щитами на концах «молотковых» балок, детали фермы отделываются глубокими профилировками, а промежутки между ними и стропилами в крупных образцах заполняет декоративная решётка, как, например, в Вестминстер-холле. Изредка украшается и затяжка, как, например, в Мидл-темпле, одном из четвёрки судебных иннов Лондона.
Ложные «молотковые» кровли характеризуются обычно либо тем, что отсутствует вертикальная стойка, и ферма превращается в арку на консолях, либо тем, что «молотковая» балка врублена в стойку сбоку, а не поддерживает её снизу.

## Примеры
Вероятно, самой древней «молотковой» кровлей в Англии, построенной около 1310 года, является перекрытие зала для паломников при Уинчестерском соборе.
Великолепным образцом «молотковой» кровли является крыша Вестминстер-холла (1395—1399 гг.). Пролёт зала составляет 20,8 м, открытый пролёт между концами «молотковых» балок — 7,77 м. Высота до «молотковых» балок — ровно 40 футов (12 м), а до затяжек — 19,35 м, то есть выигрыш в высоте по сравнению с обычной фермой с затяжкой получается около 7 метров. Для упрочения фермы сквозь неё от пят на стене до затяжки пропущены выгнутые составные детали, образующие арку, и вторая пара полуарок, также поддерживающих затяжку, опирается на концы «молотковых» балок.
Другие примечательные образцы крупных «молотковых» перекрытий имеются во дворцах Хэмптон-корт, в Берли-хаусе, в капелле Нового колледжа Оксфордского университета, в Большом зале Этельхемптон-хауса в Дорсете и Большом зале Дартингтон-холла в Девоне. Многочисленные примеры перекрытий меньшего масштаба можно найти по церквам, преимущественно, в восточных графствах.
В 1991—99 годах прошла полная реставрация перекрытия Большого зала в замке Стерлинг. Из 350 дубовых стволов, срубленных в Пертшире, собрано 57 «молотковых» ферм пролётом около 15 метров. С тех пор, как Яков IV шотландский выстроил этот зал, стены его несколько осели и разошлись, поэтому, чтобы крыша была прямой и ровной, все фермы имеют несколько разные размеры. Другие памятники в Шотландии — в Большом зале Эдинбургского замка (начало XVI века) и Большом зале замка Дарнэуей (округ Мори).
Великолепным образцом неоготического «молоткового» перекрытия является фальшпотолок в Зале святого Георга в Виндзорском замке. Архитектор Джайлс Даун (англ. Giles Downe) завершил его в 1997 году, после того, как прежняя, более плоская крыша сгорела в пожаре 1992 года.
Широко распространено неверное представление о том, что наибольшим пролётом «молотковой» кровли является дебаркадер станции Бристоль-Тэмпл-Мидс шириной 72 фута (22 м), построенный Брюнелем и Уайеттом. На самом деле это перекрытие является консольной конструкцией, а «молотковые» элементы ничего не поддерживают и играют декоративную роль. Также ложными «молотковыми» конструкциями перекрыт Дворец Парламента Шотландии в Эдинбурге (1641) и Элтем.

Средневековые и отреставрированные
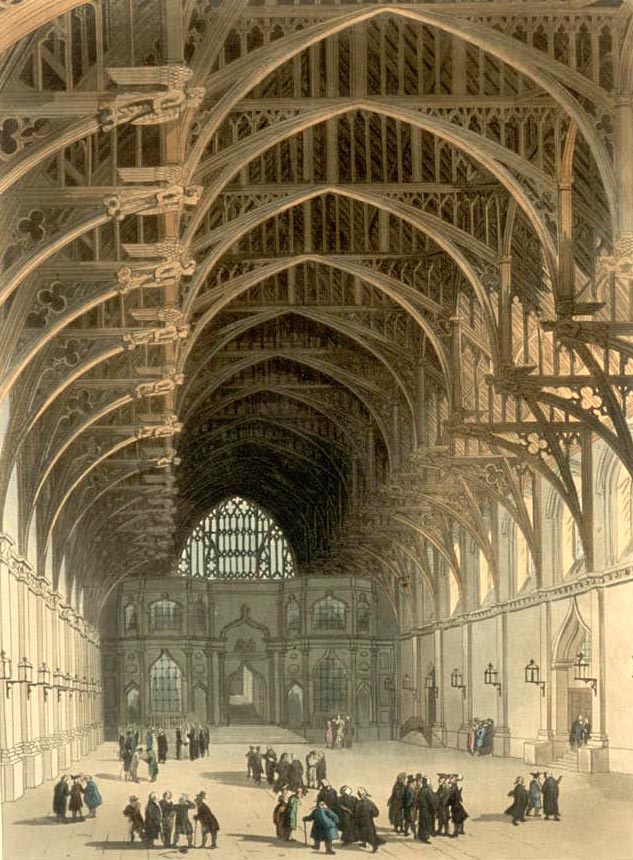
Вестминстер-холл, нач. XIX в.
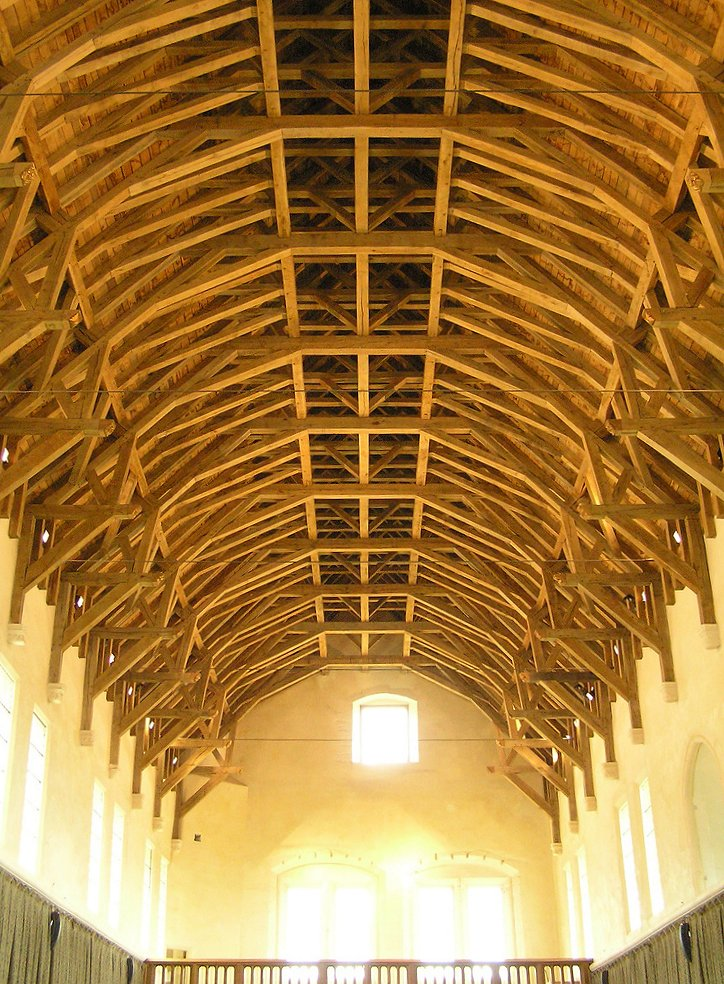
Кровля Большого зала замка Стерлинг после реставрации.
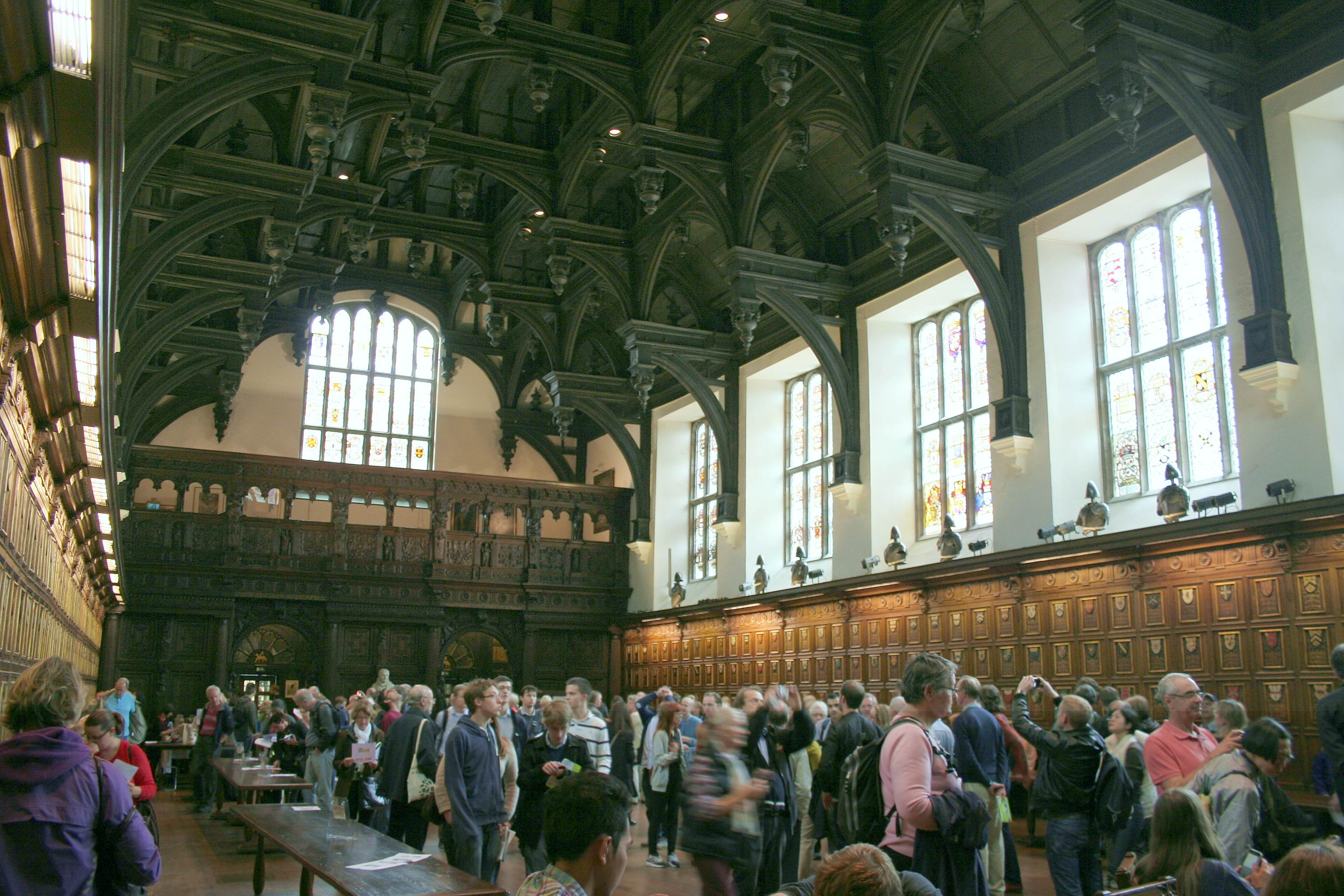
Двойная «молотковая» кровля зала в судебном инне «Мидл-темпл».
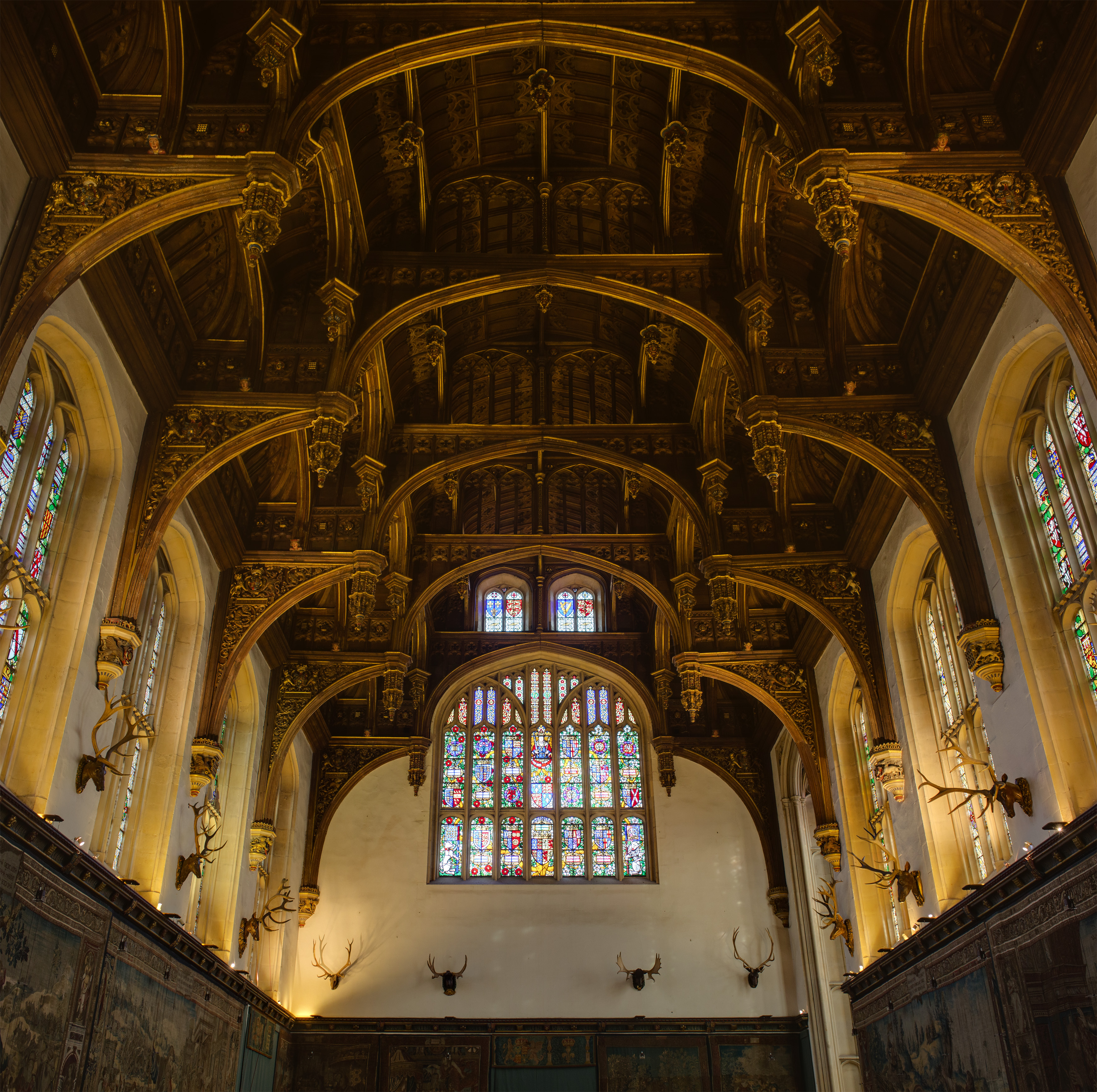
Перекрытие Большого зала дворца Хэмптон-корт

Неоготические, современные и ложные
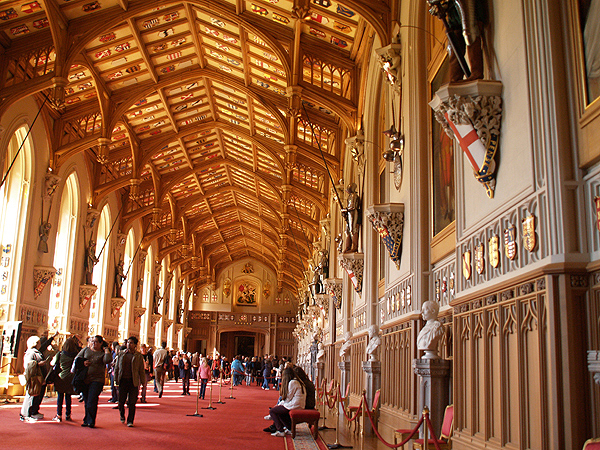
Современное перекрытие в Виндзорском замке.
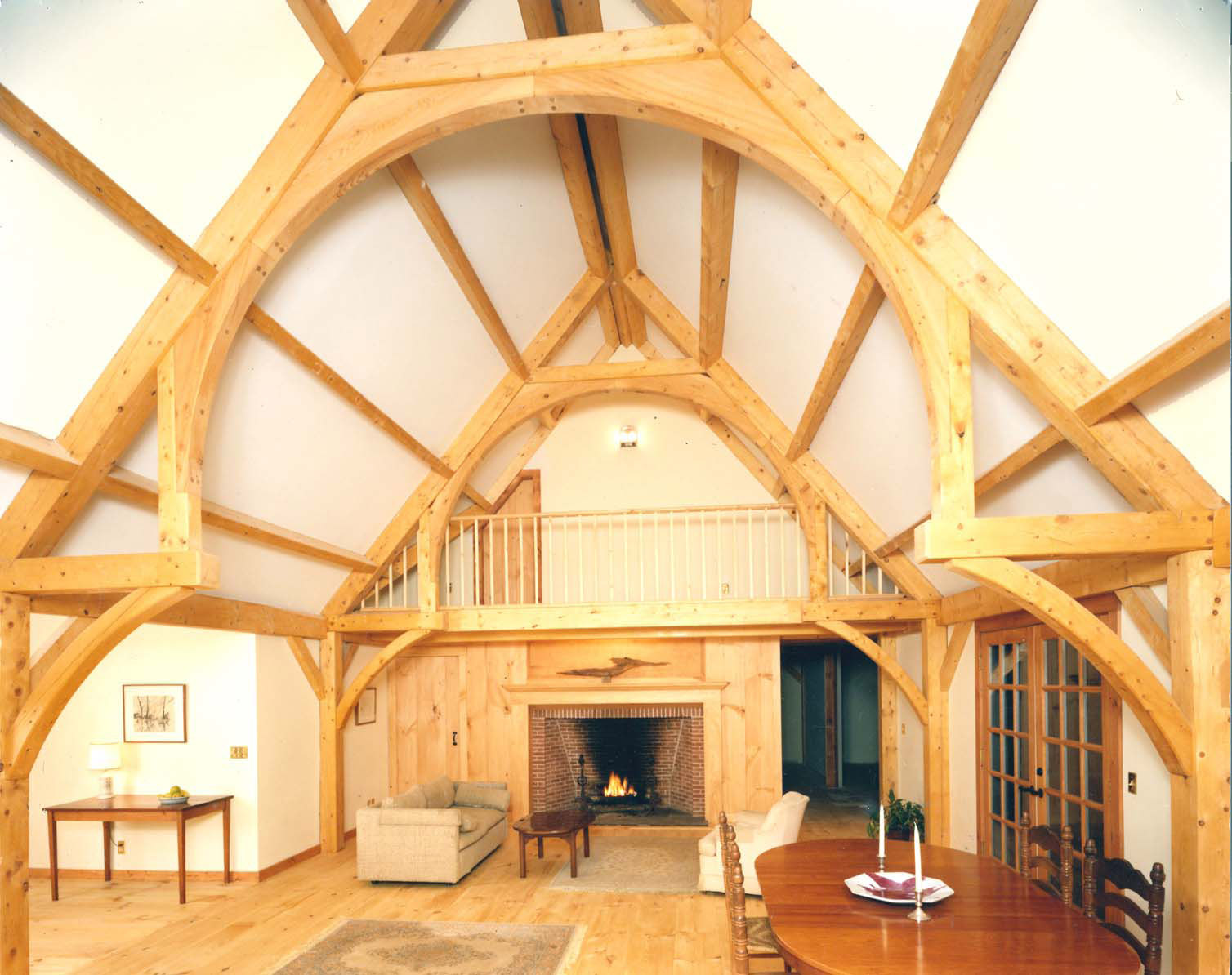
Современный каркасный дом.
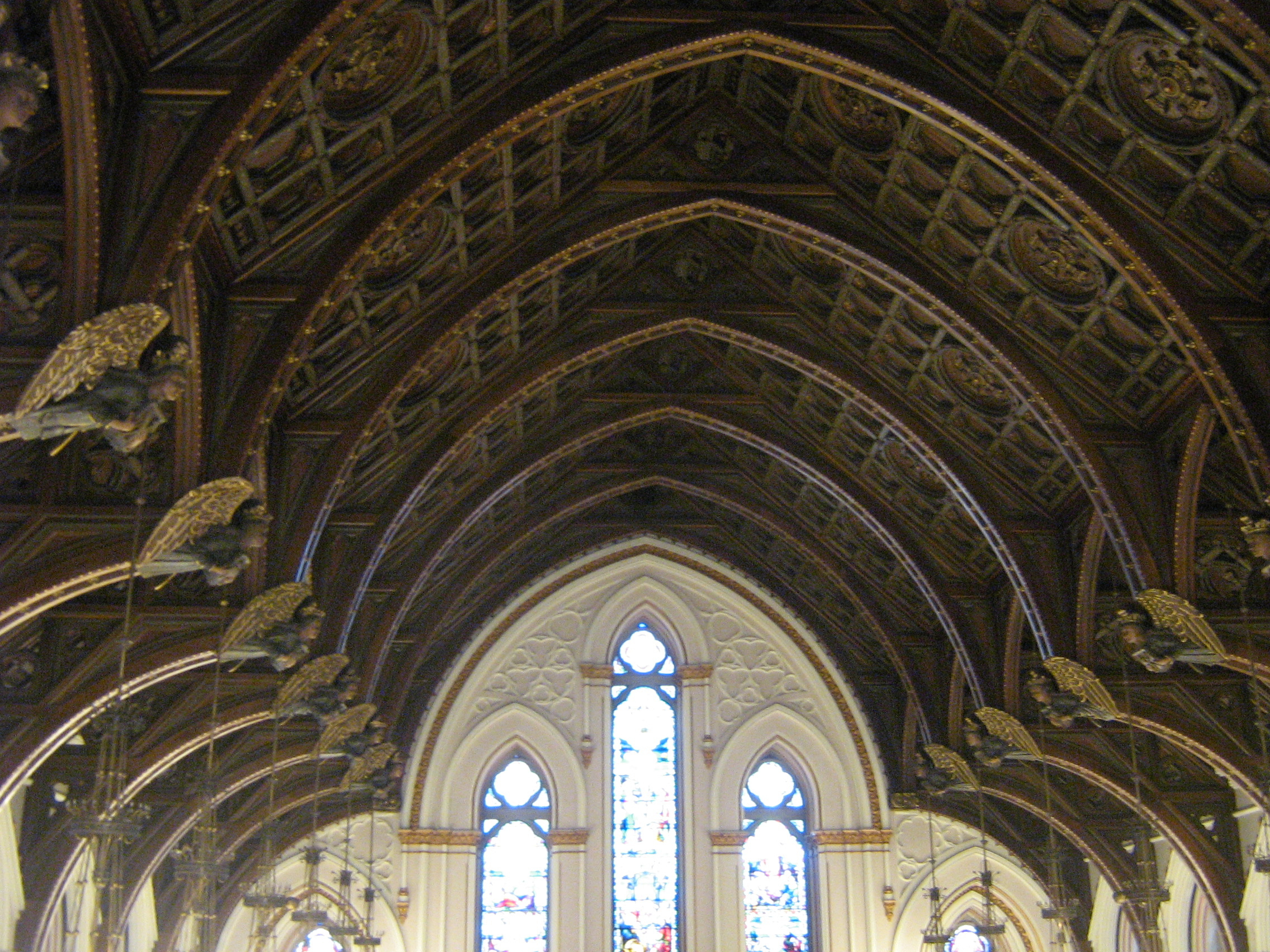
Неоготический дубовый потолок приходской церкви свв. Марии и Екатерины Сиенской в Чарльстоне, Массачусетс.
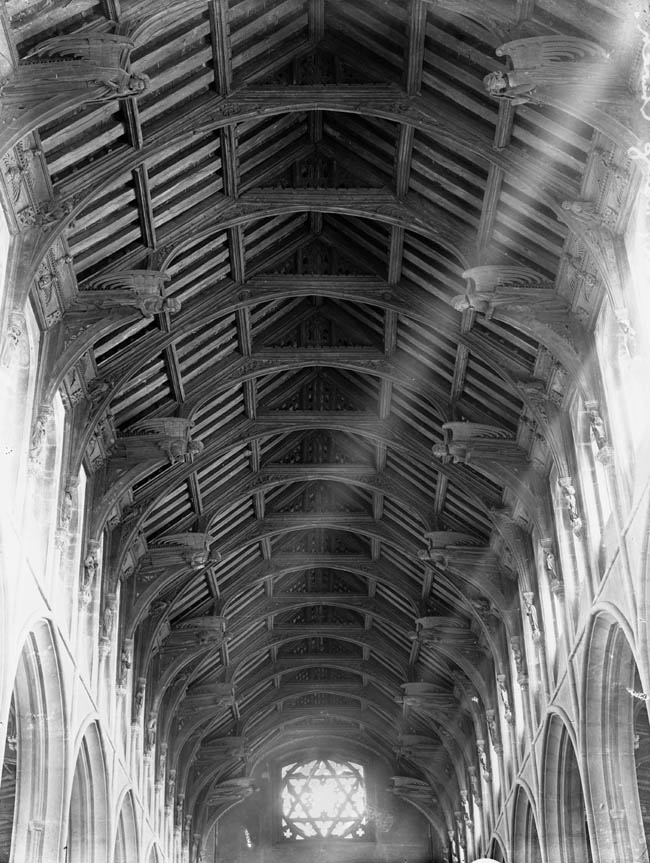
Ложная «молотковая» кровля в церкви св. Марии, боро св. Эдмунда, Суффолк
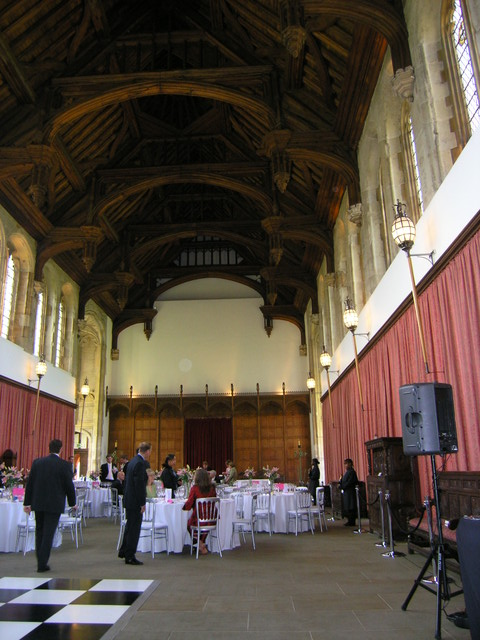
Ложная «молотковая» кровля Большого зала Элтемского дворца.
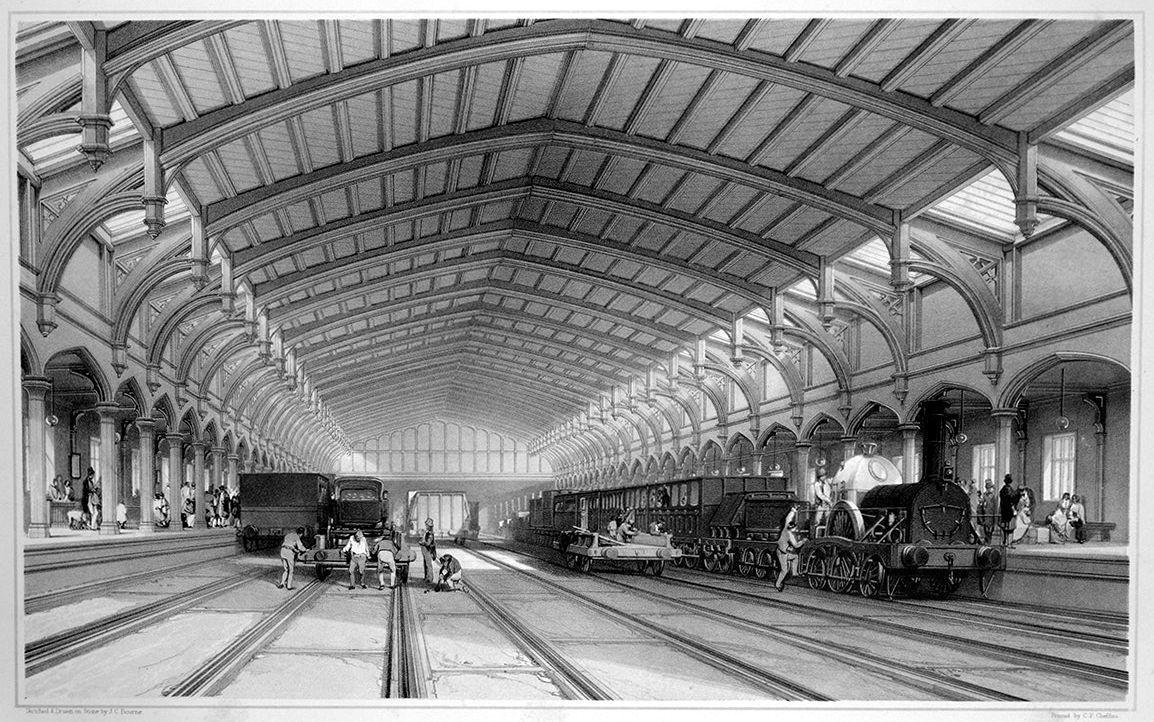
Ложная «молотковая» кровля дебаркадера вокзала в Бристоле.
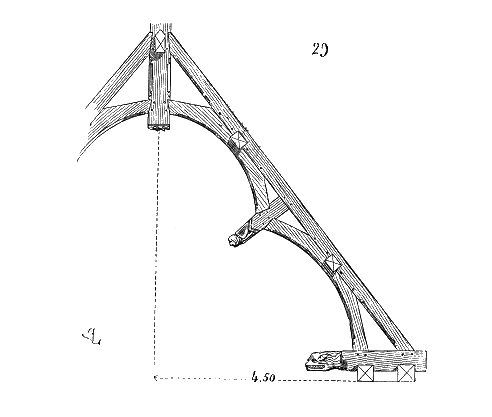
Чертёж ложной «молотковой» фермы в «Словаре французской архитектуры XI—XVI вв.» (1856) Виолле-ле-Дюка.
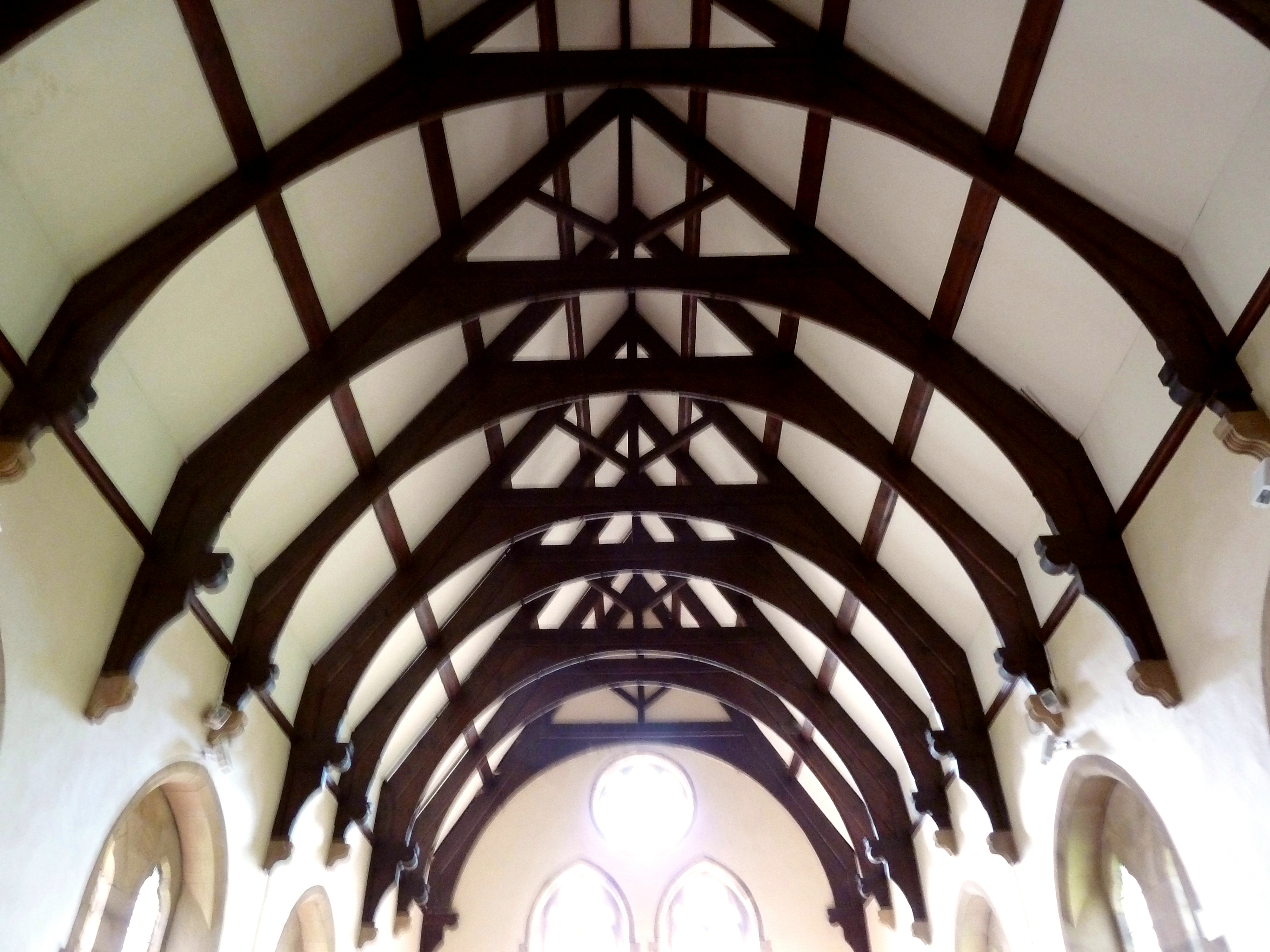
Неоготическая (1870) кровля в церкви св. Томаса, Торстонленд, Западный Йоркшир.